# Karl Hein (futebolista)
Karl Jakob Hein (Põlva, 13 de abril de 2002) é um futebolista estoniano que atua como goleiro. Atualmente defende o Arsenal, e a Seleção Estoniana.

## Carreira
Após jogar na base do JK Loo por 5 anos, Hein foi para o Nõmme United em 2015, atuando em 5 jogos pelo time principal em 2018, ano em que foi para a academia de futebol do Arsenal.
O goleiro assinaria seu primeiro contrato profissional com os Gunners em maio de 2019, e chegou a integrar o banco de reservas na partida contra o Dundalk, pela Liga Europa, em outubro de 2020.
Em janeiro de 2022, o Arsenal emprestou Hein para o Reading até o final da temporada. Reintegrado ao elenco principal do Arsenal, ele faria sua estreia oficial pelos Gunners em novembro do mesmo ano, tendo cometido um pênalti na derrota por 3 a 1 para o Brighton & Hove Albion, pela Copa da Liga Inglesa.

## Carreira internacional
Tendo jogado pelas equipes de base da Estônia entre 2017 e 2019, Hein disputou sua primeira partida pela seleção principal em setembro de 2020, na derrota por 1 a 0 para a Geórgia, pela Liga das Nações da UEFA C.

## Desempenho pela Seleção Estoniana
- Atualizado até 12 de setembro de 2023 [11]

| Seleção | Ano   | Partidas | Gols |
| ------- | ----- | -------- | ---- |
| Estônia | 2020  | 6        | 0    |
| Estônia | 2021  | 6        | 0    |
| Estônia | 2022  | 6        | 0    |
| Estônia | 2023  | 6        | 0    |
| Total   | Total | 24       | 0    |

## Títulos
Seleção Estoniana
- Copa Báltica: 2020[12]

### Individuais
- Futebolista Jovem do Ano: 2020,[13] 2021[14]